# Ron Arad (diseñador industrial)

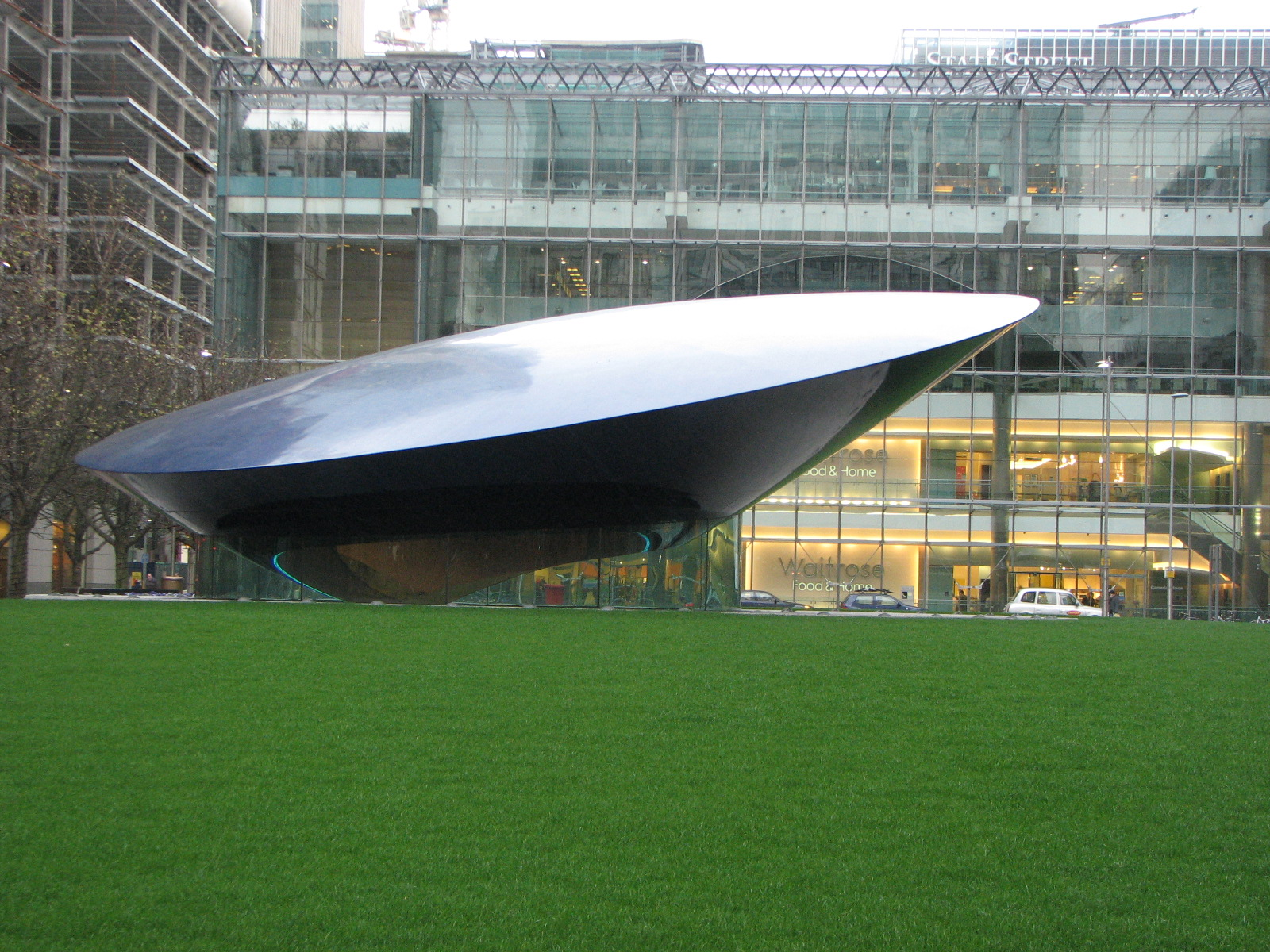
Localizado en el Canada Square, Ron Arad diseñó tanto el shopping como la escultura en primer plano, llamada The Big Blue.

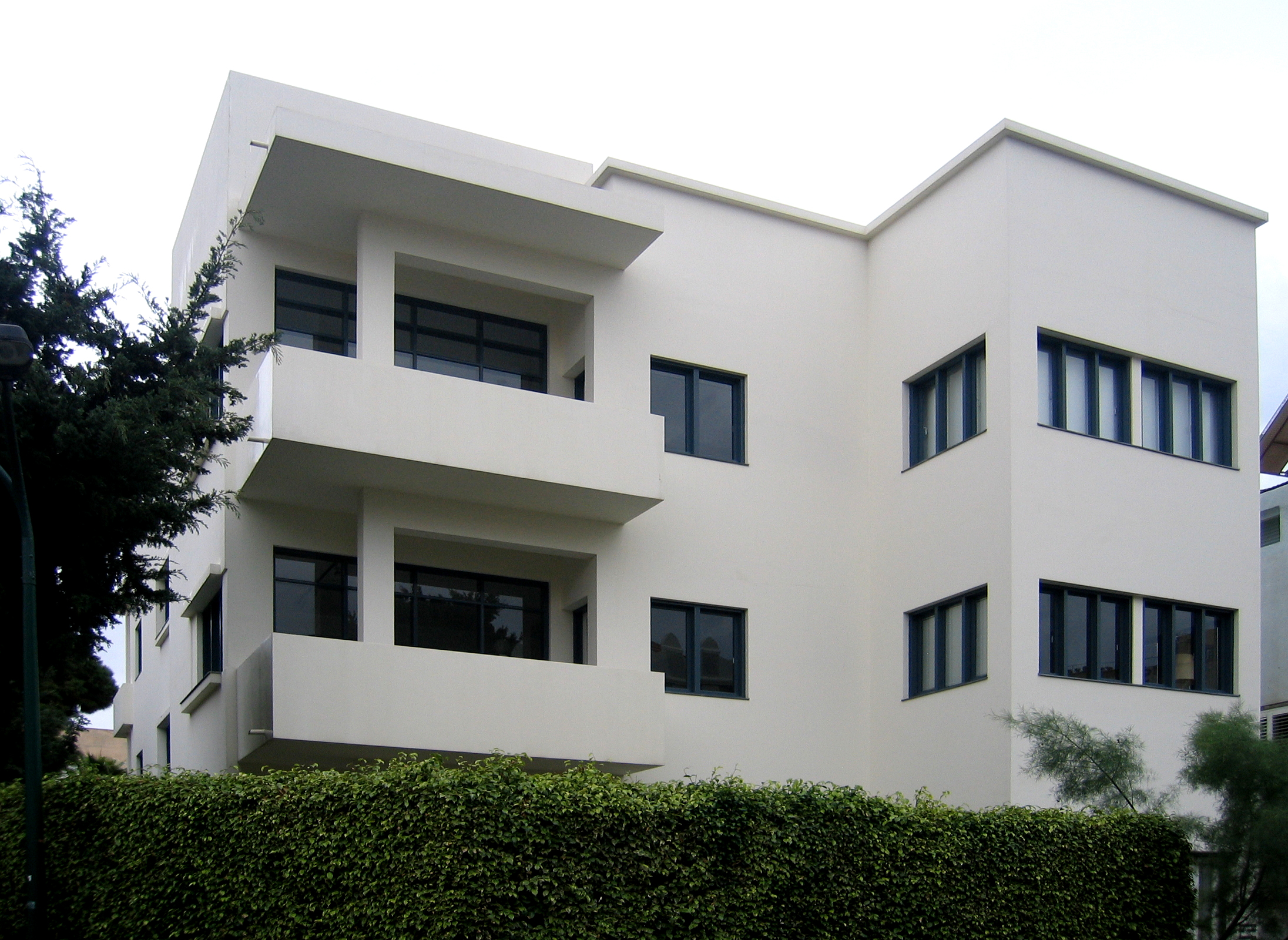
Bauhaus Museum - Tel Aviv

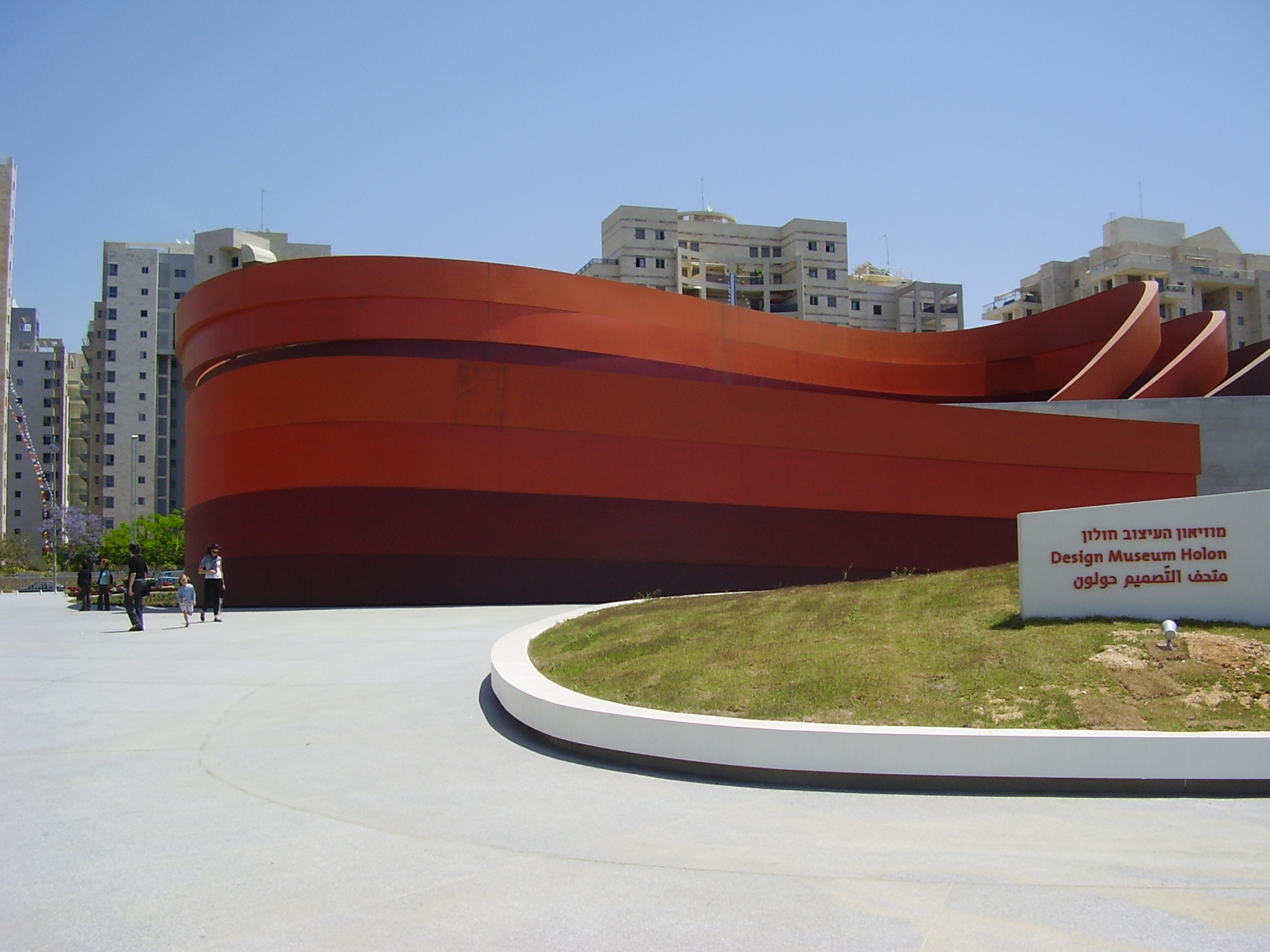
Museo del Diseño Holon

Ron Arad (Tel Aviv, 24 de abril de 1951) es un diseñador industrial israelí-británico. Fue a la academia de arte de Jerusalén entre 1971-73 y a la asociación arquitectónica en Londres, de 1974 a 1979. Ha producido los muebles y el diseño de iluminación para muchas compañías (principalmente italianas) incluyendo Alessi, Vitra, Flos, Artemide y Kartell.
Su obra ha sido expuesta en España en 2003 con la muestra ʻPermetreʼs la Llibertatʼ, Centre dʼArt Santa Mónica, Barcelona. En septiembre de 2013 la galería Ivorypress Art + Books inaugurará en su sede en Madrid la segunda exposición de Ron Arad en España.
Sus trabajos de diseño industrial más notables incluyen la silla apilable de Tom VAC para Vitra, y la biblioteca gusano para Kartell. Muchos de estos trabajos están en las colecciones del Museo de Arte Metropolitano de Nueva York, del centro Georges Pompidou en París, del Victoria and Albert Museum de Londres y del Vitra Design Museum, Alemania. 
Sus trabajos arquitectónicos, menos conocidos, incluyen las jefaturas para la tecnología Pasillo de Maserati y de Selfridges en Londres. Es actualmente jefe del departamento de productos de diseño en la Universidad Real del Arte. En 2008 diseña el Museo Bauhaus de Tel Aviv. Su plan del Museo del Diseño Holon inaugurado en 2010 está considerado como el primer museo del diseño de Israel.
En el ámbito docente, fue jefe del departamento de Diseño de Productos en el Royal College of Art entre 1997 y 2009.
Es también el hermano menor del violinista israelí Atar Arad.